# 阿然库尔
阿然库尔（法語：Agincourt，法語發音：[aʒɛ̃kuʁ]）是法国默尔特-摩泽尔省的一个市镇，位于该省南部，属于南锡区。

## 地理
阿然库尔（48°43'58"N, 6°14'14"E）面积4.17 平方千米，位于法国大東部大區默尔特-摩泽尔省，该省份为法国东北部内陆省份，是洛林的一部分，北邻比利时、卢森堡，北起顺时针与摩泽尔省、下莱茵省、孚日省和默兹省接壤。
与阿然库尔接壤的市镇（或旧市镇、城区）包括：多马尔特蒙、多马坦苏萨芒斯、埃塞莱南锡、厄尔蒙。

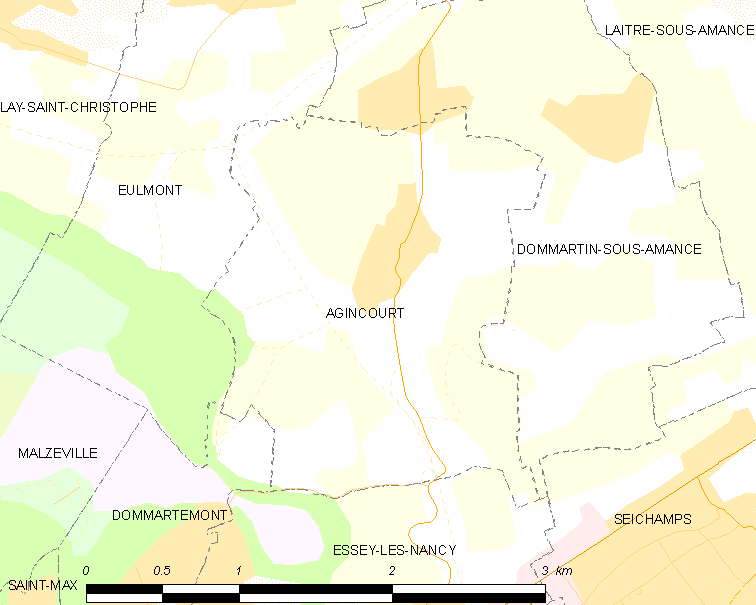
阿然库尔的OSM定位图

阿然库尔的时区为UTC+01:00、UTC+02:00（夏令时）。

## 行政
阿然库尔的邮政编码为54770，INSEE市镇编码为54006。

## 政治
阿然库尔所属的省级选区为格朗库罗内县。

## 人口

1962-2008年间阿然库尔人口变化图示

阿然库尔于2022年1月1日时的人口数量为436人。